# Governatore (Belgio)
Il Governatore del Belgio è l'autorità amministrativa di solito a capo di una provincia belga. Vi è anche un governatore dell'arrondissement di Bruxelles-Capitale e uno della Banca nazionale del Belgio.
In linea di principio, i governatori sono dipendenti pubblici politicamente neutrali, ma in realtà vengono prese in considerazione le relazioni del partito al momento della nomina.

## Governatori provinciali
Il governatore è il presidente della deputazione della provincia (solo nelle Fiandre) e rappresenta il governo federale e il governo regionale all'interno della provincia. Il governatore o governatrice è quindi il volto della provincia, è un organismo ufficiale e non politico. Un governatore è nominato dal governo regionale. La funzione di governatore è regolata dai decreti provinciali.
|                      | provincia           | governatore       | partito | dal              | foto |
| -------------------- | ------------------- | ----------------- | ------- | ---------------- | ---- |
| Provincie fiamminghe | Anversa             | Cathy Berx        | CD&V    | 1º maggio 2008   |      |
| Provincie fiamminghe | Fiandre Occidentali | Carl Decaluwe     | CD&V    | 1º febbraio 2012 |      |
| Provincie fiamminghe | Limburgo            | Herman Reynders   | sp.a    | 5 ottobre 2009   |      |
| Provincie fiamminghe | Brabante Fiammingo  | Lodewijk De Witte | sp.a    | 1º gennaio 1995  |      |
| Provincie fiamminghe | Fiandre Orientali   | Jan Briers        | (N-VA)* | 1º febbraio 2013 |      |
| Provincie vallone    | Lussemburgo         | Olivier Schmitz   | (CdH)*  | 1º febbraio 2016 |      |
| Provincie vallone    | Hainaut             | Tommy Leclercq    | PS      | 28 marzo 2013    |      |
| Provincie vallone    | Brabante Vallone    | Gilles Mahieu     | PS      | 1º ottobre 2015  |      |
| Provincie vallone    | Liegi               | Hervé Jamar       | MR      | 1º ottobre 2015  |      |
| Provincie vallone    | Namur               | Denis Mathen      | MR      | 1º gennaio 2007  |      |

(*) è stato nominato dal partito politico ma non è un membro del partito.
Nel Brabante fiammingo vi è anche un governatore aggiunto che sovrintende ai diritti dei francofoni nella Periferia di Bruxelles.
È presente anche un Collegio dei governatori provinciali, in cui i dieci governatori si incontrano per risolvere i problemi di confine linguistico.

## Arrondissement amministrativo di Bruxelles-Capitale
L'amministrazione dell'Arrondissement di Bruxelles-Capitale non ha ufficialmente un governatore, ma esiste un commissario del governo federale che detiene il titolo di governatore. Sotto la Sesta riforma dello Stato questa funzione sarebbe stata abolita.
| arrondissement amministrativo | governatore | partito | da | - | Bruxelles-Caitale | Jean Clément | MR | settembre 2010 |

## Banca nazionale del Belgio
La Banca nazionale del Belgio ha anche un governatore nominato dal re.
| governatore | partito | da | - | Jan Smets | CD&V | 11 marzo 2015 |